# Matricin
Matricin ist ein farbloser, kristalliner Wirkstoff aus den Einzelblüten der Echten Kamille, worin bis zu 0,15 % enthalten sind. Es wurde erstmals 1957 isoliert und die Konstitution ermittelt.

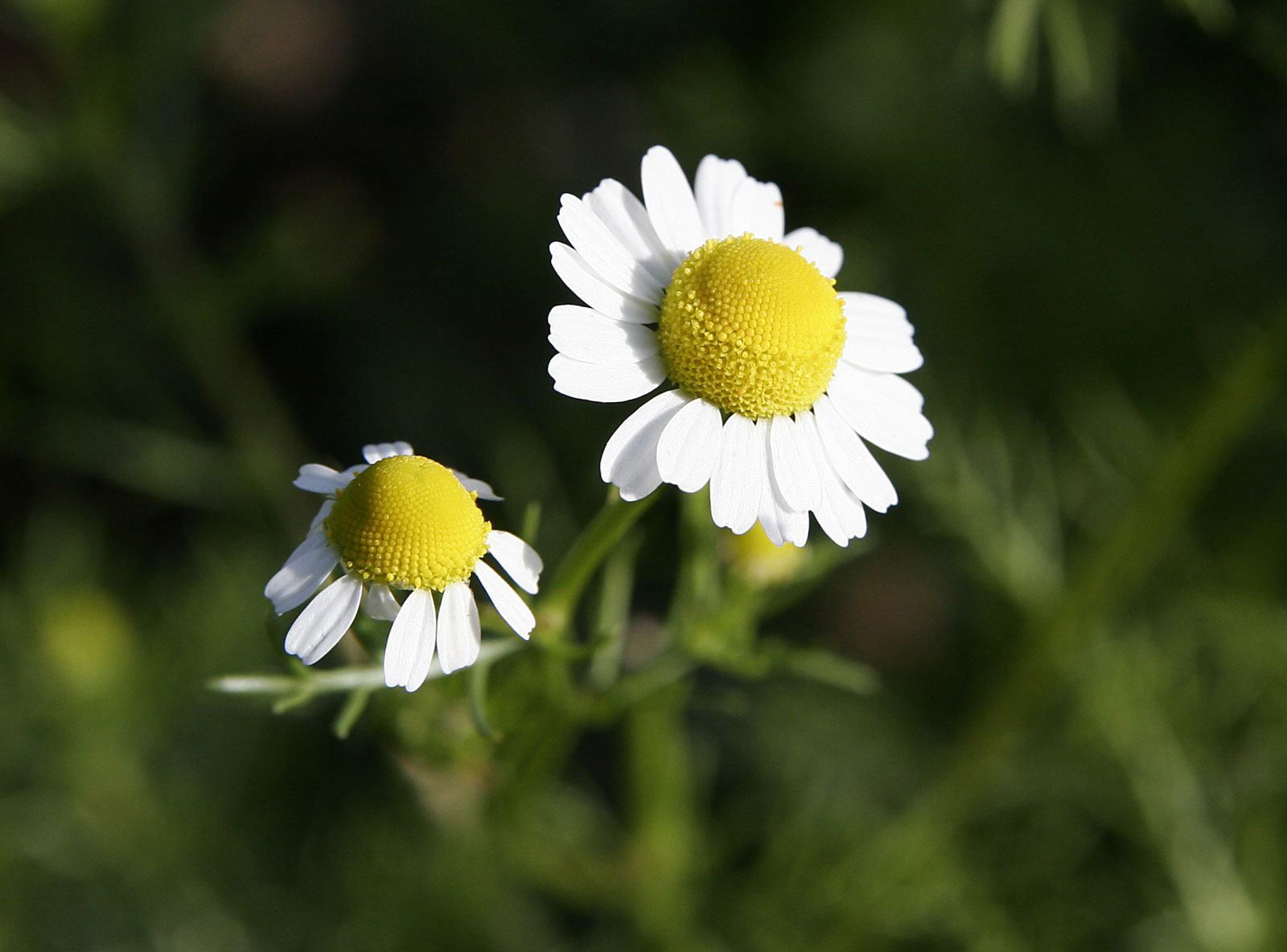
Blütenstände der Echten Kamille (Matricaria chamomilla) enthalten Matricin.

Die vermutete Struktur als Sesquiterpenlacton wurde 1982 durch NMR-Messungen bestätigt. Matricin wirkt ebenso wie Chamazulen, in das es sich bei Wasserdampfdestillation unter Abspaltung von Essigsäure, Wasser und CO2 umwandelt, antiphlogistisch.

## Bildung von Chamazulen
Während der Wasserdampfdestillation spaltet das Matricin (1) zunächst ein Molekül Essigsäure sowie Wasser ab; es entsteht die Chamazulencarbonsäure (2). Beim weiteren Erhitzen wird diese zu Chamazulen (3) decarboxyliert:

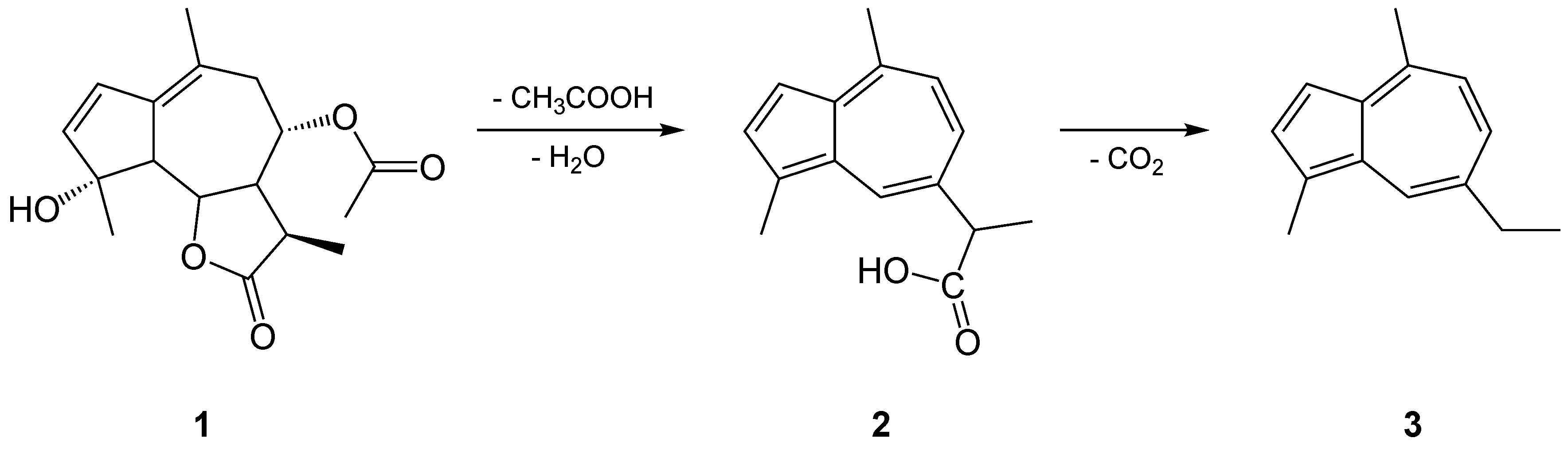
Herstellung des Chamazulens (3) aus Matricin (1) über Chamazulencarbonsäure (2).

Während der Ausgangsstoff Matricin farblos ist, besitzen die Chamazulencarbonsäure und das Endprodukt Chamazulen eine tiefe, blauviolette Farbe.